# روبرتس روف
روبرتس روف (16 أبريل 1903 - 11 نوفمبر 1978)، هو عالم الأحياء الإشعاعي وعالم الأجنة.

## الحياة
ولد روبرتس روف لوالديه آرثر وجيرترود (روبرتس) روف في سبرينغفيلد، أوهايو في 16 أبريل 1903، وتوفي في 11 نوفمبر 1978 في بيثيسدا، ماريلاند. تزوج روف من هارييت شيلدون في 24 يوليو 1926، وأنجبا طفلين، ماري إليزابيث (روف) داونز وويليام آرثر.

## التعليم
حصل روف على درجة البكالوريوس في عام (1926) من كلية أوبرلين والماجستير في عام (1927) والدكتوراه في عام (1935) من جامعة كولومبيا.

## المسيرة المهنية

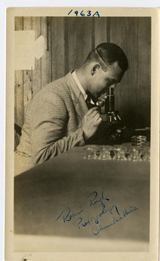
روبرتس روف في المعمل وهو يستخدم المجهر.

بدأ روبرتس روف حياته المهنية كعضو هيئة تدريس في كلية لورانس (1927-1928) واستمر في التدريس في كلية هانتر (1929-1939) وجامعة نيويورك (1939-1948) قبل أن ينتقل إلى جامعة كولومبيا.
وفي كولومبيا، انضم روف إلى مختبر الأبحاث الإشعاعية بكلية الأطباء والجراحين. وعمل هنا أستاذًا للأشعة (1948-1971) بالإضافة إلى ادارة الأبحاث حول تأثيرات الإشعاع المؤين (1948-1971) وعمل كمستشار طبي كبير ومحاضر (1971-1978). كرّس روف العديد من مساعيه البحثية في مجال علم الأجنة ونشر العديد من الأوراق البحثية وكتب عدة كتب حول هذا الموضوع. ويظهر روف في الصورة وهو يستخدم المجهر في المعمل.

## منشورات مختارة تتعلق بعمل روف في مجال الأشعة
- روف، روبرتس. "الآثار التنموية الناتجة عن التعرض للأشعة السينية: أولا. الآثار على تشعيع أجنة الضفادع." وقائع الجمعية الفلسفية الأمريكية . (1939): 447-471.
- روف، روبرتس، وفرانك إكسنر. "الآثار التنموية الناتجة عن التعرض للأشعة السينية. ثانيا. تطوير بيض الضفدع الفهد الذي يتم تنشيطه بواسطة أجنة للضفدع الأمريكي." وقائع الجمعية الفلسفية الأمريكية. (1940): 607-619.
- روف روبرتس (1949). "التأثيرات النسيجية على الجنين بعد التعرض للأشعة السينية." مجلة مورفولوجيا. (85)3: 483-501.
- روف روبرتس (1951). "" الغدة الدرقية للفئران واليود المشع (I131)." مجلة مورفولوجيا . (89)2: 323-365.
- روف، روبرتس، وجوان وولف. (1955). "جبر عين الجنين بعد التعرض للكثير من الإشعاعات." أرشيف AMA لطب العيون. (54)3: 351-359.
- روف، روبرتس، وهيلين كلوغستون. (1956). "حماية أجنة الفئران من الموت بالأشعة السينية." العلم. (123)3184: 28-29.
- روف، روبرتس، وسيلفيا جاكسون. (1958). "تأثير الاشعة السينية على الجنين على الخصوبة اللاحقة للنسل." مجلة علم الحيوان التجريبي. (138)2: 209–221.
- روف روبرتس (1958). "تأثيرات الأشعة السينية على الجنين البشري." مجلة طب الأطفال. (52)5: 531-538.
- روف، روبرتس، وإريكا جروب. (1959). "استجابة جنين الفأر المبكر جدًا لمستويات منخفضة من الإشعاعات المؤينة." مجلة علم الحيوان التجريبي. (141)3: 571-587.
- روف، روبرتس، وإريكا جروب. (1960). "الإشعاع السينية المجزأ لجنين الثدييات والتشوهات الخلقية." المجلة الأمريكية لعلم الأشعة السينية والعلاج بالراديوم والطب النووي. (84): 125-144.
- روف، روبرتس، ومارليس وولفروم. (1962). "هل يمكن قتل جنين الثدييات بواسطة الأشعة السينية؟ ". مجلة علم الحيوان التجريبي . (151)3): 227-243.
- روغ، روبرتس، وآخرون. (1963). "الأشعة السينية: هل هناك اختلافات دورية في الحساسية الإشعاعية؟ ". العلم . (142)3588: 53-56.
- روف، روبرتس. (1964). "لماذا علم الأحياء الإشعاعي؟ ". الأشعة . (82)5: 917-920.
- روف، روبرتس، وآخرون. (1964). "التقزم المستمر بعد الاشعة السينية الجنين." المجلة الأمريكية للتشريح . (115)1: 185-197.
- روف، روبرتس، وآخرون. (1964). "تطور إعتام عدسة العين بعد التشعيع الجنيني والجيني." أبحاث الإشعاع . (22)3: 519-534.
- روف، روبرتس، ومارليس وولفروم. (1965). "الإشعاع السينية قبل الولادة ووفيات ما بعد الولادة." أبحاث الإشعاع . (26)4: 493-506.
- روف روبرتس (1965). "تأثير الإشعاعات المؤينة، بما في ذلك النظائر المشعة، على المشيمة والجنين." العيوب الخلقية، الأصل. المادة سر. 1 .
- روف، روبرتس، مارليس وولروم، وأندريه فارما. (1969). "تأثيرات الأشعة السينية منخفضة الجرعة على اللاقحة الثديية قبل الانقسام." أبحاث الإشعاع . (37)2: 401-414.
- روف، روبرتس، وآخرون. (1975). "استجابات الفأر لإشعاع الميكروويف أثناء الدورة الستيرية والحمل." أبحاث الإشعاع . (62)2: 225-241.

## كتب مختارة
كما كتب روف عددًا من الكتب، منها:
- الضفدع: تكاثره وتطوره (1951)
- علم الأجنة التجريبي (1962)
- ديناميات التنمية (1964)
- الفأر: تكاثره وتطوره (1967)
- دليل مختبري لعلم الأجنة الفقارية (1971)